# تاشدیرت

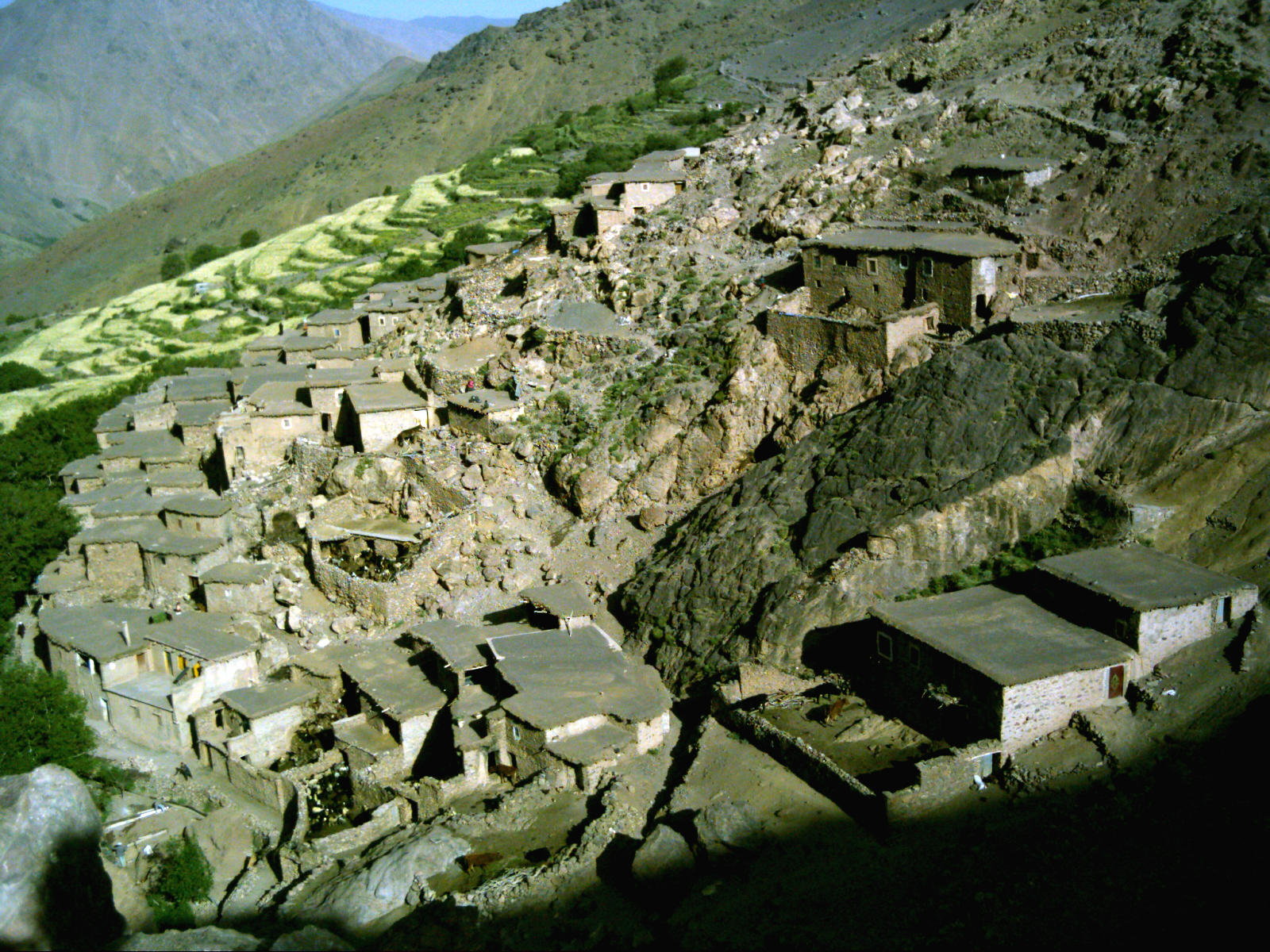
تاشدیرت، سمت غرب. ۲۰۰۴

تاشدیرت (انگلیسی: Tizi N'Tacheddirt) روستای کوچکی در ارتفاع ۲۳۱۴ متری واقع در کوه‌های اطلس در مراکش. این بالاترین منطقه دره ریحایا است که در دو و نیم مایلی ایکیس قرار داردو جمعیتش حدود ۲۰۰ تا ۳۰۰ نفر است.